# 概念メタファー
概念メタファー（がいねんメタファー）とは、認知言語学の用語で、「ある概念領域を別の概念領域を用いて理解する事」と定義される。ジョージ・レイコフとマーク・ジョンソンによる Metaphors We Live By で提唱された。同書では通常メタファー（隠喩）とは考えて来られなかった日常言語が取り上げられ、それらの背後にある概念メタファーが次々にあばかれる。

## 概要
たとえば、我々は「気分が高揚する」とか「気分が落ち込む」といった言い方をする。そして、このことを我々は「哀楽」を「上下」になぞらえて理解しているからだと考え（二つの概念領域の写像）、次のように定式化する。
「楽しいは上、悲しいは下」（HAPPY IS UP; SAD IS DOWN）
また、「社会的地位」も「上下」によって理解されるという。
一代で成り上がり、そしておちぶれる。
これらの概念メタファーを推し進めて、次のように一般化できる。
「良いは上、悪いは下」（GOOD IS UP; BAD IS DOWN）
人の感情から、「地位」などの社会的概念、そしてさらに「善悪」という抽象概念までもが、「上下」という人間の肉体感覚に根差した単純な概念によって理解されている。これはメタファーが単なる言葉の綾ではなく、我々の認知に深く根差した存在であるからにほかならず、つまり我々はメタファーで考えているのだから、メタファーなしにはこれらの概念を理解する事すらできない。